# Język dolnoniemiecki w Holandii
Holenderska odmiana języka dolnoniemieckiego (dolnosaksońskiego, nazwy własne: Nederlaands Leegsaksisch, Nederlands Nedersaksisch) – grupa dialektów dolnoniemieckich używana przez mieszkańców północnych Niderlandów i wokół miasta i prowincji Groningen.
Jest częścią języka dolnoniemieckiego, lecz niektórzy lingwiści uznają go za niezależny język lub dialekt języka niderlandzkiego. Wiele słów języka Nederlands Nedersaksisch jest podobnych do słów z języków: fryzyjskiego, niemieckiego, duńskiego i niderlandzkiego.
W Holandii określenie dolnosaksoński przeważa względem synonimicznego w przypadku tego języka określenia dolnoniemiecki, co uznawane jest za bardziej neutralne nazewnictwo.
Składa się z grupy 7 dialektów, którymi są:
- Gronings
- Kollumerlands
- Stellingwerfs
- Zuid-Drents
- Midden-Drents
- Twents
- Twents-Graafschaps
- Gelders-Overijssels
- Veluws

SIL International przyznał kody ISO 639-3 wariantom (dla niektórych wymienia dialekty)
- Achterhoeks
- Drents (Noord-Drents i Zuid-Drents)
- Gronings (Gronings-Oostfries, Veenkoloniaals, West Gronings i Westerwolds)
- Sallands
- Stellingwerfs
- Twents
- Veluws